# Bezzia exclamationis
Bezzia exclamationis är en tvåvingeart som beskrevs av Jean-Jacques Kieffer 1918. Bezzia exclamationis ingår i släktet Bezzia och familjen svidknott. Inga underarter finns listade i Catalogue of Life.